# Penthimia fumosa
Penthimia fumosa är en insektsart som beskrevs av Kuoh. Penthimia fumosa ingår i släktet Penthimia och familjen dvärgstritar. Inga underarter finns listade i Catalogue of Life.